# Euphorbia carissoides
Euphorbia carissoides là một loài thực vật có hoa trong họ Đại kích. Loài này được F.M.Bailey mô tả khoa học đầu tiên năm 1906.